# Џавид Јашари
Џавид Јашари (5. април 1993) српски је ватрогасац и рагбиста, један од носиоца игре Партизана, који као репрезентативац представља Републику Србију у рагбију 13.

### Успеси
Као рагбиста (варијанта са 13 играча), Џавид је са Партизаном остварио следеће успехе:
Освајач националног Купа Републике Србије у рагбију 13, три пута
2017, 2021, 2022.
Победник Суперкупа Републике Србије у рагбију 13, три пута
2021, 2022, 2023.
Победник Балканске Суперлиге у рагбију 13, два пута 
2017, 2020.